# Tanigucsi Hirojuki
Tanigucsi Hirojuki (Kanagava, 1985. június 27. –) japán válogatott labdarúgó.

## Nemzeti válogatott
A japán U23-as válogatott tagjaként részt vett a 2008. évi nyári olimpiai játékokon.